# Jean-Pierre Valère
 (janvier 2013).
Si vous disposez d'ouvrages ou d'articles de référence ou si vous connaissez des sites web de qualité traitant du thème abordé ici, merci de compléter l'article en donnant les références utiles à sa vérifiabilité et en les liant à la section « Notes et références ».
Jean-Pierre Valère, de son vrai nom Jean-Pierre van Lerberghe, né le 24 avril 1947 à Bruxelles, est un haltérophile et acteur belge.

## Biographie
Il exerce d'abord une carrière d'haltérophile sous son vrai nom : médaillé d'argent aux championnats du monde d'haltérophilie, il avait aussi été qualifié pour participer aux Jeux olympiques de Mexico en 1968 et de Munich en 1972. Mais une déchirure des ligaments du genou l’empêcha de participer à cette dernière édition. Il se rétablit rapidement, battit son propre record peu de temps après et participa à nouveau aux Jeux olympiques, à Montréal cette fois, en 1976.
Athlète de la catégorie des poids lourds-légers, Jean-Pierre van Lerberghe souleva jusqu'à 185 kg et se mesura plus d'une fois à l’impassible Russe Vassili Alexeiev. Il était l'ami du poids lourd Serge Reding.
Pour l’anecdote, Jean-Pierre van Lerberghe, à l’époque où il préparait déjà des compétitions internationales, avait fait la connaissance, dans les salles d’entraînement du Centre National des Sports (CNS), d'un certain Jean-Claude Van Damme, alors âgé de 16 ans et s’entraînant aux arts martiaux...
Après une carrière paisible à l'administration de la Communauté française, il se tourne ensuite vers le spectacle, sous le nom de scène de Jean-Pierre Valère, et monte un one man show en tant qu'humoriste mélomane, et remporte plusieurs concours lors de festivals internationaux.
En tant qu'acteur, il a tenu le premier rôle de la série télévisée belge Affaire de famille (RTL-TVI), où il incarne un homme d'affaires sans scrupules, Didier Barillot. Homme de spectacle toujours, tantôt pianiste et guitariste autodidacte, tantôt auteur-compositeur de chansons romantiques.

## Filmographie

### Au cinéma
- 1988 : Le Maître de musique : le jardinier

### À la télévision
- 2008 : Françoise Dolto, le désir de vivre de Serge Le Péron (TV)